# Gumdag
Gumdag es una localidad de Turkmenistán, en la provincia de Balkan.
Se encuentra a una altitud de 6 m sobre el nivel del mar. 

## Demografía
Según estimación 2010 contaba con una población de 27408 habitantes.